# Agastinuagan
Agastinuagan es una ciudad censal situada en el distrito de Ganjam en el estado de Odisha (India). Su población es de 6411 habitantes (2011). Se encuentra a  30 km de Brahmapur y a 143 km de Bhubaneswar.

## Demografía
Según el censo de 2011 la población de Agastinuagan era de 6411 habitantes, de los cuales 3128 eran hombres y 3283 eran mujeres. Badagada tiene una tasa media de alfabetización del 37,14%, inferior a la media estatal del 72,87%: la alfabetización masculina es del 47,80%, y la alfabetización femenina del 27,01%.